# Jean-Jacques Rousseau (CD-ROM, 1999)
Pour les articles homonymes, voir Jean-Jacques Rousseau (homonymie).
Jean-Jacques Rousseau est un CD-ROM consacré au philosophe suisse Jean-Jacques Rousseau, sorti en 1999 sur support CD-Rom pour PC et Mac. Il est dans la lignée des CD-Rom Le Louvre, Les Impressionnistes, Moi Paul Cézanne édités par la société Index+ (Microids).
Prix de l'éducation interactive 1999 sous le parrainage du ministère de l'Education nationale et de la Recherche.

## Concept

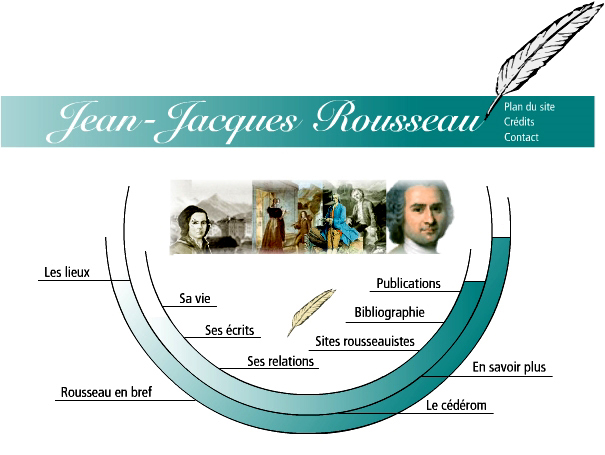
Le site Jean-Jacques Rousseau au contenu équivalent à celui du CD-ROM, hébergé par l'Université de Genève.

Le CD-Rom propose un parcours à travers cinq grandes rubriques : sa vie, ses idées, ses œuvres, ses relations et les lieux de l’écrivain philosophe,. Chacun des thèmes comporte des notices synthétiques et dynamiques, des illustrations sonores, audiovisuelles et iconographiques et des extraits du film Les chemins de l'exil du cinéaste Claude Goretta.
Les liens hypertextes permettent une mise en parallèle des divers thèmes, à tout moment l’on a la possibilité de sortir d’un centre d’intérêt et d’en choisir un autre,, :
- 36 épisodes de la vie de Jean-Jacques Rousseau, de son enfance genevoise à l’apaisement final à Ermenonville,
- 46 sujets illustrant ses idées : de la notion de liberté à celle de souveraineté,
- 35 ouvrages représentatifs de l’œuvre de Jean-Jacques Rousseau,
- 48 portraits d’hommes et de femmes comptant parmi les relations de Rousseau,
- 28 villes et villages où il a habité au cours de son existence chaotique : de Genève à Ermenonville.

Une version des contenus sur Jean-Jacques Rousseau est également consultable sur internet sur le site de TECFA de l'Université de Genève,.

## Contenu
Pour beaucoup, Jean-Jacques Rousseau est au centre de tout ce qui importe à notre monde : les idées de liberté, le concept d'égalité, le retour à la nature, les grands thèmes de la littérature, l'anthropologie et la psychanalyse et la Révolution française.
Nul mieux que lui n'a annoncé les temps nouveaux, son rêve a accompagné la production d'un nouveau monde. Il a pris, dans tous les domaines qu'il a abordés, une position résolument novatrice.

### Sa vie
Une biographie retrace en trente-six épisodes de son enfance à Genève à l’apaisement final à Montmorency dans les tumultes de l’existence du Citoyen de Genève. Des gravures et des extraits du film du cinéaste suisse Claude Goretta Les chemins de l’exil (1978) avec François Simon dans le rôle de Jean-Jacques, sont proposés afin de rendre compte des différentes périodes qui ont conduit le jeune Rousseau du compositeur de musique qu’il était à ses débuts, à l’écrivain controversé qu’il fut à la fin de sa vie après avoir à quarante ans laissé s’exprimer sa vocation littéraire.

### Ses idées
Quarante-six sujets pour lesquels le philosophe s’est passionné sont déclinés. Par exemple les notions de Liberté, Peuple ou Souveraineté sont présentées ainsi que le philosophe les définissait. De nombreux extraits de ses œuvres sont lus, ils reprennent les termes exacts dans lesquels Rousseau s’est exprimé sur la question.
Des gravures et des peintures complètent l’illustration de notices pour lesquelles le souci pédagogique l’a emporté afin de présenter avec une grande clarté des notions parfois complexes comme celles de Conscience, de Morale ou de Droit naturel.

### Ses œuvres
On peut partir également à la découverte des œuvres du penseur politique, du musicien, du biographe ou du romancier : trente-cinq ouvrages et ensembles de livres (œuvres poétiques, théâtre, etc) font l’objet d’une présentation et d’une analyse synthétiques où les extraits ponctuent un texte illustré par les pages de garde d’éditions anciennes du XVIIe siècle.
Des planches d’herbiers et des manuscrits autographes complètent la présentation de son œuvre.

### Ses relations
On est frappé par le nombre des relations entretenues par Rousseau dans les sphères littéraires, philosophiques et diplomatiques de son temps. L'on trouve 48 fiches sur des hommes et des femmes qui ont compté dans la vie intellectuelle, sociale et privée de Jean-Jacques Rousseau, par exemple sa compagne Thérèse Levasseur, Madame de Warens, David Hume ou Sophie d'Houdetot.

### Les lieux rousseauistes
On peut parcourir de deux manières les lieux où a vécu Jean-Jacques Rousseau : les lieux historiques et les lieux de visite. Des photographies et des informations pratiques renseignent sur ce que l'on peut découvrir.
Les nombreux lieux où Jean-Jacques Rousseau a vécu dans son existence chaotique s’affichent sur une carte interactive. Il est possible de voyager ainsi avec l’auteur des Rêveries du promeneur solitaire de sa ville natale de Genève (il est né en 1712) à Ermenonville (où il est mort en 1778) :
- Suisse : Genève, Neuchâtel, île Saint-Pierre, Môtiers.
- France : Bossey, Annecy, Bourgoin-Jallieu, Chaalis, Chambéry, Ermenonville, Lyon, Mont Pilat, Montmorency, Montrottier, Paris, Trie-Château, Ermenonville.
- Italie : Turin, Venise.
- Angleterre : Wootton.

Il est également possible de visiter les musées rousseauistes :
- En France : le musée Jean-Jacques Rousseau à Montmorency, la maison des Charmettes à Chambéry, le musée Jacquemart-André à Fontaine-Chaalis, le parc Jean-Jacques Rousseau à Ermenonville, son tombeau au Panthéon.
- En Suisse : le musée de Môtiers, sa maison natale à l'Espace Rousseau, l'île Saint-Pierre et les salles Rousseau aux Bibliothèques publiques et universitaires de Genève et de Neuchâtel.

## Fiche technique
- Producteur délégué : Claude Richardet
- Edition : Index+
- Production : Cybèle Productions et Institut de France
- Financement : Interreg France-Suisse II (Union Européenne), Ministère de l'Education Nationale, Loterie Romande, Office Fédéral de la Culture à Berne, canton de Genève et départements de Haute-Savoie, de Savoie et Isère et ville d'Ermenonville
- Réalisateur : Eric Leguay
- Supervision des contenus : professeur Raymond Trousson
- Coordination des contenus : Françoise Prévot, professeur de Lettres modernes
- Conseil pédagogique : Laurence Hamouda, professeur d'histoire-géographie
- Rédaction des contenus : André Charrak, Pierre-François Moreau, Mathilde Panoff, et Gabrielle Radica
- Texte d'introduction : Marc-Vincent Howlett
- Lecture des citations : Alain Robert
- Musique : le Devin du Village avec l'orchestre baroque Swiss Consort
- Support : CD-Rom hybride pour PC/Mac
- Date de sortie : 1999
- Réédition en 2004 : Editions Atlas Multimédia